# Koompassia excelsa
Koompassia excelsa é uma espécie vegetal da família Fabaceae.
Pode ser encontrada nos seguintes países: Indonésia, Malásia, Filipinas e possivelmente em Tailândia.